# Charente
Charente (16; en occitano: Charanta) es un departamento francés situado en la parte sudoccidental del país perteneciente a la región de Nueva Aquitania (antes en la región desaparecida de Poitou-Charentes). Su capital es Angulema y su gentilicio francés es Charentais.

## Geografía
- Limita al norte con Deux-Sèvres y Vienne, al este con Alto Vienne, al sur con Dordoña y al oeste con Charente Marítimo.
- Alturas extremas: el punto más alto es Montrollet (368m) y el más bajo la desembocadura del río Charente en Merpins (8m).
- Principales ríos: Charente, Tardoire, Dronne, Né, Vienne.

## Demografía
| 1801    | 1831    | 1841    | 1851    | 1856    | 1861    | 1866    |
| ------- | ------- | ------- | ------- | ------- | ------- | ------- |
| 299.029 | 362.531 | 367.893 | 382.912 | 378.721 | 379.081 | 378.218 |
| 1872    | 1876    | 1881    | 1886    | 1891    | 1896    | 1901    |
| 367.520 | 373.950 | 370.822 | 366.408 | 360.259 | 356.236 | 350.305 |
| 1906    | 1911    | 1921    | 1926    | 1931    | 1936    | 1946    |
| 351.733 | 347.061 | 316.279 | 312.790 | 310.489 | 309.279 | 311.137 |
| 1954    | 1962    | 1968    | 1975    | 1982    | 1990    | 1999    |
| 313.635 | 327.658 | 331.016 | 337.064 | 340.770 | 341.993 | 339.628 |

Las mayores ciudades del departamento son (datos del censo de 1999):
- Angulema: 43.171 habitantes; 103.746 en la aglomeración.
- Cognac: 19.534 habitantes; 27.042 en la aglomeración.